# Дипломатски архив Министарства спољних послова Републике Србије
Дипломатски архив Министарства спољних послова Републике Србије, познатији као Дипломатски архив, средишња је архивска институција одговорног министарства у Србији смештена у Београду задужена за архивирање дипломатске грађе. Грађа у Дипломатском архиву номинално је доступна истраживачима 30 година након њеног настанка. Архивски материјал који се чува у овој институцији посебно је значајан за разумевање историје периода Хладног рата, због истакнуте улоге СФР Југославије у Покрету несврстаних земаља што привлачи и бројне иностране истраживаче тог периода.

## Историја

### Краљевина Југославија
Архив је основан 5. маја 1919. године декретом Министарства спољних послова новоосноване Краљевине. Нова архивска јединица наследила је ранију документацију и библиотеке министарстава спољних послова Краљевине Србије и Краљевине Црне Горе. Најстарији документ у новом архиву био је службени савезнички уговор између Кнежевине Србије и Кнежевине Румуније из 1868. године. Стручна комисија основана је у архиву 1924. године са циљем прегледа докумената везаних за стварање нове уједињене југословенске краљевине, чиме се додатно професионализовао архивски рад. Од 5. априла 1930. године нови закон о дипломатском архиву одредио је институционалне фондове и поступке. 10. августа 1939. године архив је премештен у Историјско одељење, али је даљи развој нагло прекинут инвазијом на Југославију 6. априла 1941., насиљем и уништавањем у оквиру Другог светског рата у Југославији и преносом дипломатских докумената у нацистичку Немачку, а касније и у Совјетски Савез. Већ 1940. године израђени су обимни планови за евакуацију архива и категоризацију докумената према важности како би се заштитили највреднији материјали. Након капитулације Југославије 17. априла 1941. године, Историјсо одељење престало је са радом на четири године. Делови архива су уништени, док су други материјали заплењени и пребачени у Аустрију, укључујући у Државни војни архив у Бечу, као и у покрајинске архиве у Клагенфурту и Грацу. Део југословенских архива послан је и у Централни архив Рајха у Потсдаму.

### СФР Југославија
Након ослобођења Београда и успоставе Демократске Федеративне Југославије, Историјсо одељење поново је започело са радом у марту 1945. године. Од марта 1945. до средине 1949. године, његов је примарни фокус био на поврату докумената однесених из земље током Другог светског рата. 1949. године, након сукоба Тито–Стаљин, архив је затворен, а документи су премештени у изолованије делове земље. Рад је поново започео крајем 1957. године у Дубровнику, у старом бенедиктинском манастиру светог Јакова. 1960. године архив се вратио у Београд, где је од 1961. отворен за научна истраживања.

### СР Југославија & Србија и Црна Гора
Након распада Југославије, Југословенских ратова и накнадног потписивања Споразума о питањима сукцесије бивше Социјалистичке Федеративне Републике Југославије, прва група истраживача из Архива Републике Словеније у Љубљани поново је посетила архив 2003. године.

### Од 2006.
Србија је поново стекла пуни суверенитет након распада државне заједнице Србије и Црне Горе који је уследио као резултат референдума о независности Црне Горе 2006. године. Данас је за приступ дипломатском архиву страним држављанима потребно одобрење директно од министра спољних послова, док српски држављани морају добити дозволу од главног секретара.